# Ян Коллар
Ян Коллар (словац. Ján Kollár; 29 липня 1793, Мошовці — 24 січня 1852, Відень) — словацький політик, поет, етнограф, філософ і лютеранський священик, ідеолог і представник чеського та словацького національного відродження, мовознавець . Він був одним із головних діячів, які приєдналися до політичної програми панславізму . Він також писав під псевдонімом «Чеський брат Протиштурський» (словац. Čechobratr Protištúrsky) .  На його честь названий астероїд (20991) Янколлар.

## Біографія
Походив із селянсько-ремісничої родини. Вчився в гімназії в Кремниці, Банській Бистриці, а в 1812–1815 роках у лютеранському ліцеї в Братиславі, в 1817–1819 вивчав теологію в Єнському університеті. Після навчання в Братиславі тимчасово працював вихователем у родині Л. Кольбенгаєра в Банській Бистриці, де в 1816 р. склав кандидатський іспит у суперінтенданта А. Ловича, що було умовою для отримання стипендії на навчання в Німеччині. Потім він продовжив вивчати євангельську теологію в Єнському університеті (1817-1819). Тут він познайомився з німецькою молоддю, якій подобалася їхня ідея возз'єднання Німеччини, але критикувала їхній сильний націоналізм. Його теологічне та філософське мислення, засноване на європейській філософії Просвітництва та німецькій теології, викристалізувалося в Єні. Упродовж 1819–1849 років був священиком в Пешті, під час революції 1848—1849 років в Угорщині служив секретарем при дворі австрійського цісаря. У 1849 році, як подяка словакам, які брали участь у придушенні угорської революції, призначений професором Віденського університету.
Був одним з ідеологів словацького народного відродження, але дотримувався точки зору використання словаками чеської мови, це привело його до конфлікту з Людовитом Штуром, який пропагував словацьку мову. Концепція всеслов’янської взаємності Коллара базувалася на ідеї об'єднання всіх слов'янських племен в одну велику націю з однією спільною літературною мовою. За цю ідею його критикував чеський письменник Карел Гавлічек Боровський .
Останні роки життя (від 1849) провів у Відні, де очолював в університеті кафедру слов'янської археології.
Помер 24 січня 1852 у Відні. На його надмогильній плиті на Ольшанському цвинтарі (Прага) вибиті такі слова:
За життя він в серці носив

весь свій народ,

А по смерті живе він у серці

народу всього.

## Творчість

### Донька Слави
Найвизначнішим твором Коллар стала поема «Донька Слави» («Slavy dcera»). Вона вперше вийшла друком у 1824 р. Основу поеми в цій її редакції склали 86 сонетів, які входили у першу поетичну збірку Коллара. Поема складається із вступу, трьох пісень — «Зала», «Лаба», «Дунай» (за назвами річок, які протікають землями слов'ян), а також сонета-епілогу, в якому поет присвячував свій твір усім слов'янам. У поемі Коллар ідеалізує та звеличує історичне минуле слов'янських народів, одночасно протиставляючи його трагічній долі сучасних понімечених слов'ян, і висловлює переконання у майбутньому відродженні пригноблених слов'янських народів. Коло цих патріотичних ідей сконцентроване навколо центрального образу — доньки Слави. Життєвим прототипом Слави була кохана Коллара — Міна, оспівана у сонетах його першої поетичної збірки (Міна — це друге, скорочене ім'я Фредеріки Вільгельміни Шмідт). Але в самій поемі цей образ набуває алегоричного значення. Міна у поемі — це донька богині Слави та бога кохання Мілека, котра покликана, щоби «спокутувати страждання слов'ян». У цьому образі органічно поєдналися і образ коханої поета, і образ батьківщини, і навіть ширше — Славії загалом.
Поема «Донька Слави» спричинилася до широкого суспільного резонансу. Вона свого часу була одним із найпопулярніших у Чехії творів і сприймалася як взірцевий національно-патріотичний твір.
Коллар і надалі продовжував працювати над поемою. У 1832 р. він видав новий варіант, доповнивши ще двома частинами — «Лета» й «Ахерон». Кількість сонетів тепер зросла до 615. Одночасно частково були перероблені перші три частини поеми. У новій редакції їхню фабулу складає мандрівка Мілека та доньки Слави землями слов'ян, у зв'язку з цим поет пригадує найвизначніші події слов'янської історії, подаючи у численних авторських відступах емоційний коментар до них. Четверта частина («Ахерон») змальовує картини слов'янського раю, а п'ята («Лета») — картини пекла, у якому Коллар розмістив ворогів слов'ян.
У 1845 р., Коллар зробив третю редакцію поеми, яка складалася вже із 622 сонетів, що, проте, не вносило кардинальних змін у сам твір.
Українською мовою вірші Коллара (з «Дочки Слави») вперше переклав Б. Дідицький. Вони були надруковані 1853 року у львівському журналі «Зоря Галицька».

## Праці
- «Básně» (1821);
- «Písně svetské lidu slovenského v Uhrách» 1-2, (1823-1827);

- «Slavy dcera» [Архівовано 12 липня 2010 у Wayback Machine.], 1824 р. /Поема «Донька Слави»
- «Rozprávy о jmenách, počátkách a starožitnostech národa slavského a jeho kmenů» (1830);
- «Výklad k Slavy Dcera» (історико-археологічний коментар, 1834);
- «Národnié zpievanky (1834, 1835);
- «O literárnej vzájemnosti mezi kmeny a nářečími slavskými», 1836, 1837 рр. /Трактат «Про літературну взаємність між слов'янськими племенами і наріччями»
- «Sláva bohyně a původ jména Slavův čili Slavjanův» (1839);
- «Cestopis obsahující cestu do Horní Itálie» (1843);
- «Staroitalia slavjanská» (1853).[9]